# La rue ketanou
La Rue Kétanou (в переводе с фр. — «Улица принадлежит нам»; Kétanou — искажённое «q`est à nous») — музыкальная группа, сочетающая в своих песнях французский шансон и фолк-рок с уличным стилем, поэзией и театром.

## История группы
Все участники группы — музыканты, вышедшие из парижского театра «Théâtre du fil». В 1998 в Иль де Ре Мурад, Оливье и Флорант, чтобы привлечь к себе внимание людей, решили поставить маленький спектакль, который получил название La Rue Kétanou (созвучный с девизом группы: «Не мы принадлежим улице — это улица принадлежит нам!»). Они играли на улицах, в пабах, в кафе, пока им не предложили записаться в студии, когда Bibou (один из участников группы Tryo) дал послушать их песни Патрисии Боннето (одной из представителей компании Sony). Таким образом, в 2000 году La Rue Kétanou выпускает свой первый альбом (En attendant les caravanes). В это же время Tryo приглашает группу выступить у них на разогреве в парижском Olympia и впоследствии вместе отыграть все турне, состоящее из двадцати концертов. Слава La Rue Ketanou становилась все больше — вместо маленьких залов на 50 человек они уже собирали по 200—300 человек за раз. В 2002 году выходит второй альбом (Y’a des cigales dans la fourmilière), а два года спустя — третий (Ouvert à double tour). В связи с тем, что каждый из трех участников, помимо группы, был занят также своим собственным проектом, после записи последнего альбома ходили слухи, что группа окончательно распалась, но они оказались ложными. Однако Флоран успел записать свой сольный альбом (T’inquiète Lazare), а Мурад и Оливье работали над проектом Mon côté punk. Но, спустя некоторое время,  группа снова воссоединилась, и, в 2009 году выходит их четвертый по счету альбом (À Contresens). В 2011 году группа выпустила свой новый альбом (La Rue Kétanou et le Josem). Он включает в себя лучшие, по мнению исполнителей, песни, записанные за все время существования группы, но с небольшими поправками. Самый поздний альбом вышел в 2014 году (Allons voir).

## Участники группы
- Мурад Мюссе (гитара)
- Оливье Лейт (гитара)
- Флоран Вантринье (аккордеон)

## Дискография
- En attendant les caravanes (2001)
- Y’a des cigales dans la fourmilière (2002)
- Ouvert à double tour (2004)
- À Contresens (2009)
- La Rue Kétanou et le Josem (2011)
- Allons voir (2014)